# 馬丁鎮區 (伊利諾伊州克勞福德縣)
馬丁鎮區（英語：Martin Township）是位於美國伊利諾伊州克勞福德縣的一個行政鎮區。

## 地方資料
根據2010年美國人口普查的數據，馬丁鎮區的面積為110.20平方千米，當中陸地面積為110.10平方千米，而水域面積為0.10平方千米。當地共有人口516人，而人口密度為每平方千米4.68人。